# Alexej Bogoljubov
Alexej Petrovič Bogoljubov (16. březnajul./ 28. března 1824greg. Pomeraňje – 7. listopadu 1896 Paříž) byl ruský malíř, který se věnoval krajinomalbě. Náleží k uměleckému hnutí Peredvižniků.

## Život

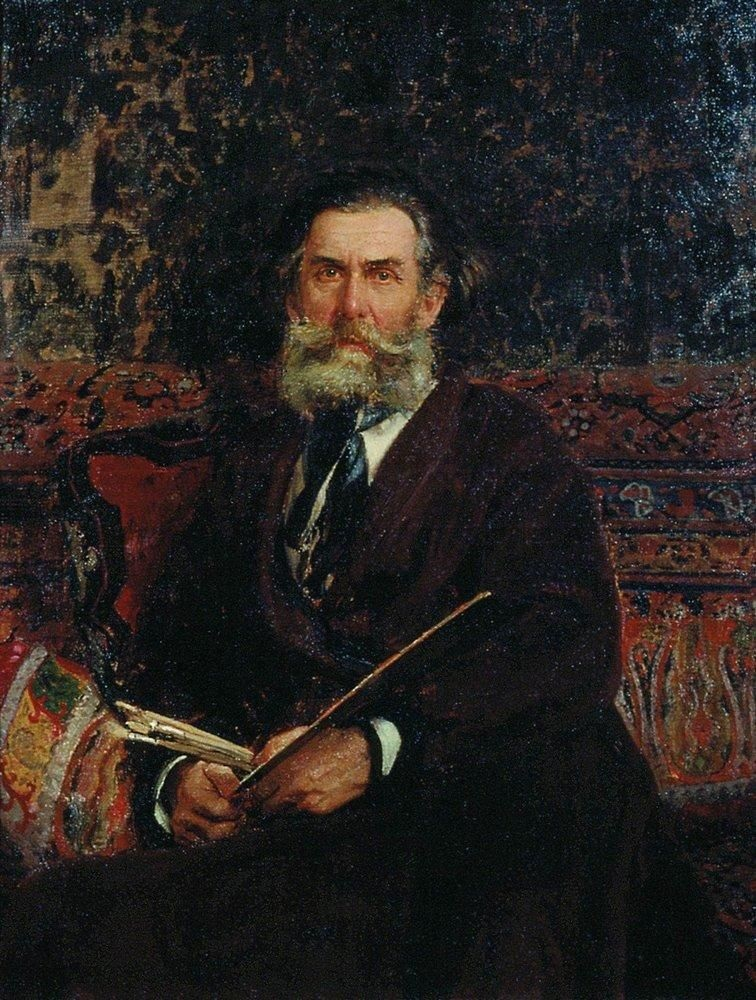
Portrét od Repina 1876

Narodil se ve vesnici Pomeraňje v novgorodské gubernii. Jeho děd byl filosof a sociální kritik Alexandr Radiščev. V roce 1841 maturoval na vojenské škole. Díky službě v Císařském námořnictvu hodně cestoval, po své službě v roce 1849 začal navštěvovat kurzy v Petrohradské akademii výtvarných umění. Poté ještě navštěvoval kurzy v Düsseldorfu. Zde dostával lekce od Andrease Achenbacha. Roku 1859 bydlel s dalšími malíři na Rosenstraße 19. V roce 1860 se vrátil do Ruska, zde nakonec získal titul profesora. V 60. letech 19. století cestoval po Volze a zde se odehrála změna jeho výtvarného stylu – z romantika se stal realistou se zaměřením na přírodu. V roce 1873 se přestěhoval ze zdravotních důvodů do Paříže. V roce 1885 otevřel své muzeum v Saratově. 

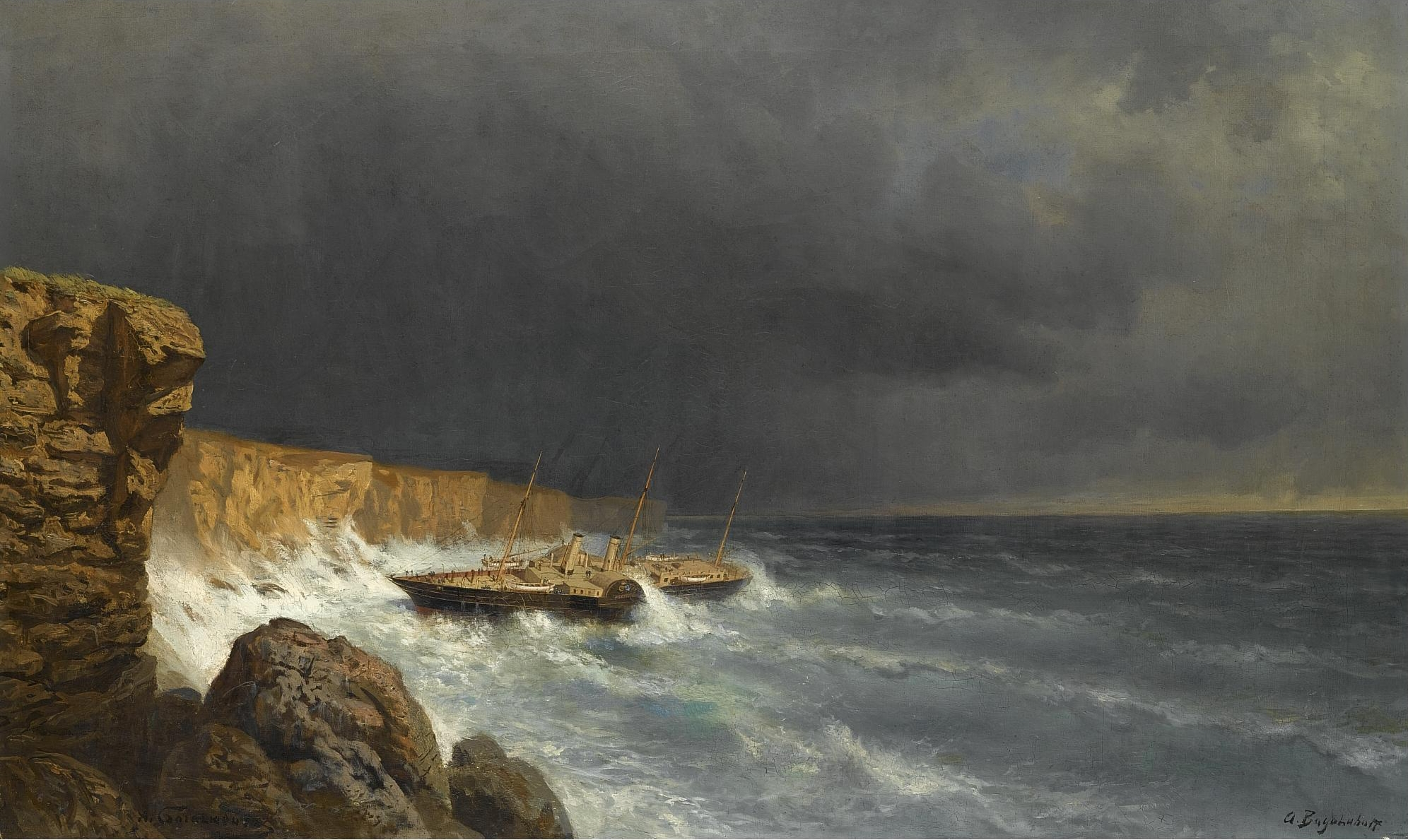
Poslední moment imperátorské jachty Livadija 1878

Všechny své peníze (asi 200 tisíc ruských rublů) odkázal svému muzeu a umělecké škole.